# Silene nangqenensis
Silene nangqenensis ist eine Pflanzenart aus der Gattung der Leimkräuter (Silene) in der Familie der Nelkengewächse (Caryophyllaceae).

## Beschreibung

### Vegetative Merkmale
Silene nangqenensis ist eine ausdauernde krautige Pflanze, die Wuchshöhen von 15 bis 30 Zentimetern erreicht. Sie ist dicht mit drüsigen Haaren bedeckt. Die Wurzeln sind leicht fleischig. Die Stängel sind einfach, aufrecht und leicht büschelig oder einzeln. Die Grundblätter sind bei einer Länge von 4 bis 8 Zentimetern sowie einer Breite von 1 bis 1,5 Zentimetern elliptisch-verkehrt-lanzettlich, selten auch sackförmig. Die Mittelrippe steht hervor. Die Blattbasis ist keilförmig oder spitz zulaufend. Die Blattspitze ist spitz oder selten auch abgerundet. Die Stängelblätter sind kleiner als die Grundblätter und oftmals in ein bis drei Paaren angeordnet. 

### Generative Merkmale
Die Blütezeit liegt im Juli. Die wenigen Blüten sind leicht nickend, gegen Ende der Blütezeit sind sie aufrecht. Der Blütenstiel ist dicht mit drüsigen Haaren bedeckt und 1 bis 5 Zentimeter lang. Die Tragblätter sind 5 bis 10 Millimeter lang, lanzettlich und drüsig behaart. 
Die Blüten sind radiärsymmetrisch und fünfzählig. Der Kelch ist ungefähr 1,5 × 1 Zentimeter groß, breit glockenförmig, leicht sackförmig, an der Spitze geöffnet und an der Basis abgerundet. Die längs verlaufenden Adern sind etwas kräftig, dunkel violett und drüsig behaart. Die Kelchzähne sind ungefähr 3 Millimeter groß und breit dreieckig-eiförmig. Ihr Rand ist weiß, häutig und kurz bewimpert, ihre Spitze ist spitz. Das Androgynophor ist kahl und ungefähr 2 Millimeter groß. Die fünf Kronblätter stehen hinter dem Kelch leicht hervor. Der Nagel des Kronblattes ist annähernd keilförmig und an seiner Basis bewimpert. Die breit verkehrt-eiförmige Platte besitzt seitlich zwei stumpfe Öhrchen und ist tief zweiteilig. Die so entstehenden Kronzipfel sind schmal elliptisch, mit stumpfem Ende, eingekerbt oder leicht zweiteilig, kurz einlappig oder an zwei Seiten leicht gezähnt. Die Schuppen an den Kronblättern sind fächerförmig. Die Staubblätter überragen die Blütenkrone etwas. Die Staubfäden sind behaart. Die Griffel überragen die Blütenkrone nicht. 
Die Früchte reifen im August. Die Kapselfrüchte sind bei einer Länge von ungefähr 1,2 Zentimeter eiförmig und öffnen sich zehnzähnig. Die braunen Samen sind bei einer Größe von ungefähr 1 Millimeter kugelförmig-nierenförmig.

## Vorkommen
Silene nangqenensis kommt in China im südlichen Qinghai und im östlichen Tibet vor. Sie wächst auf alpinen Wiesen in Höhenlagen von 4200 bis 4600 Metern.

## Belege
- Zhou Lihua, Magnus Lidén, Bengt Oxelman: Silene.: Silene nangqenensis, S. 88 - textgleich online wie gedrucktes Werk, In: Wu Zhengyi, Peter H. Raven, Deyuan Hong (Hrsg.): Flora of China. Volume 6: Caryophyllaceae through Lardizabalaceae, Science Press und Missouri Botanical Garden Press, Beijing und St. Louis 2001, ISBN 1-930723-05-9.